# Wereldkampioenschap rally in 1980
Het Wereldkampioenschap rally in 1980 was de achtste jaargang van het Wereldkampioenschap rally (internationaal het World Rally Championship), georganiseerd door de Fédération Internationale de l'Automobile (FIA).